# Вайбштадт
Вайбштадт (нім. Waibstadt) — місто в Німеччині, у землі Баден-Вюртемберг. Підпорядковується адміністративному округу Карлсруе. Входить до складу району Рейн-Неккар.
Площа — 25,57 км2. Населення становить 5644 ос. (станом на 31 грудня 2020).